# Martin-Luther-Kirche (Lohe)

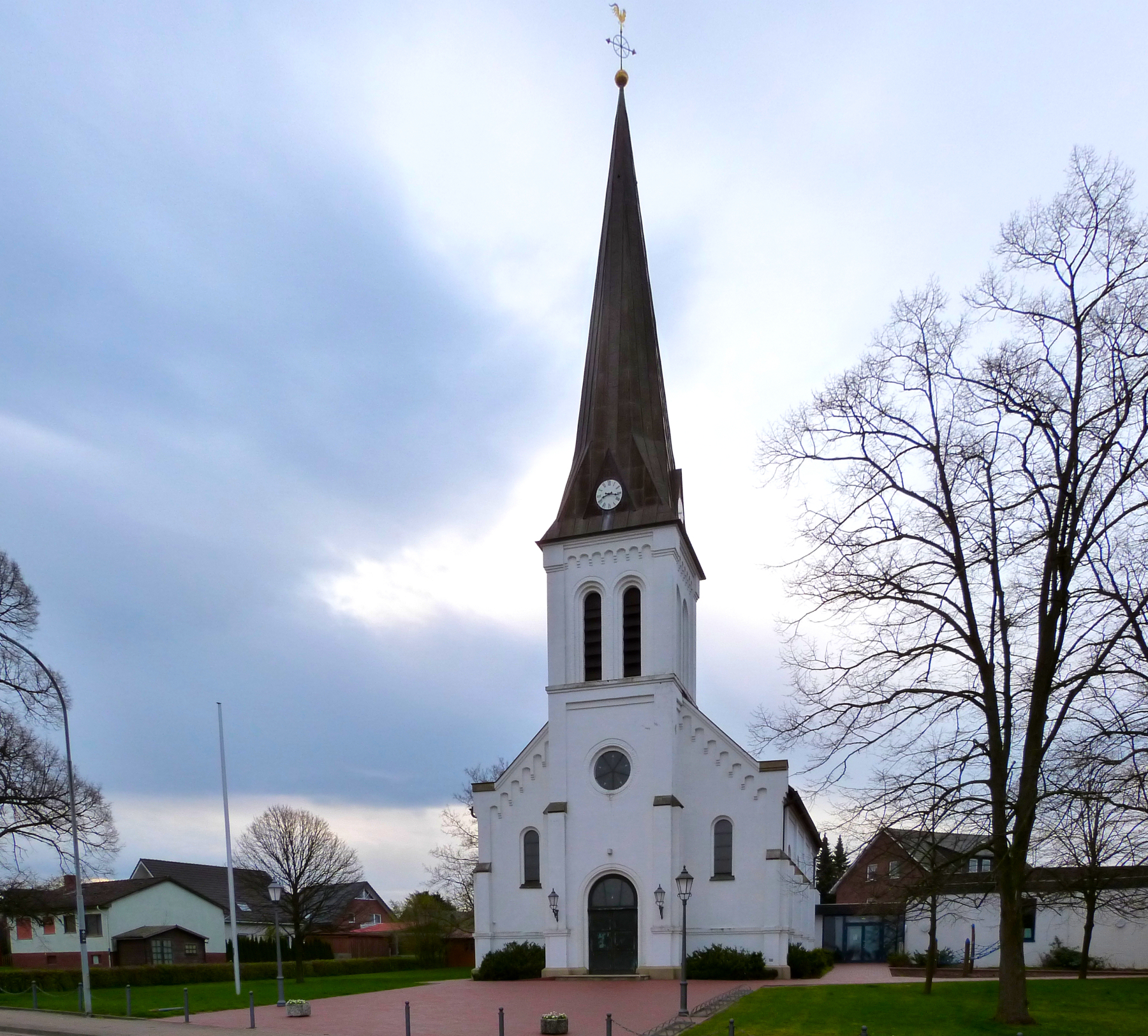
Ansicht von Nordwesten

Die Martin-Luther-Kirche im Stadtteil Lohe der Stadt Bad Oeynhausen ist die Pfarrkirche der Evangelisch-Lutherischen Kirchengemeinde Lohe, die dem Kirchenkreis Vlotho der Evangelischen Kirche von Westfalen angehört.

## Geschichte und Architektur
1889 entstand die Kirchengemeinde Lohe durch Abpfarrung von der Gemeinde Rehme (Laurentiuskirche). 1891 begann der Bau der Martin-Luther-Kirche, 1892 wurde sie eingeweiht. Es handelte sich um eine neuromanische Saalkirche aus rotem Backstein mit Westturm und einer Apsis mit Fünfachtelschluss.
In den 1960er Jahren wurde die Kirche grundlegend renoviert und weiß verputzt. Die neugotische Ausstattung wurde entfernt. Erhalten ist nur eine von Kaiserin Auguste Viktoria gestiftete Altarbibel.
Im Januar 1990 wurde der kupfergedeckte Turmhelm durch einen Orkan zerstört und innerhalb eines halben Jahres wiederhergestellt, nun mit Dachgauben und einer Turmuhr ergänzt. Anschließend wurde die Kirche unter Denkmalschutz gestellt.